# Cap Helles
El cap Helles (en turc, Mehmetçik Burnu) és el cap rocós a l'extrem més al sud-oest de la península de Gal·lípoli, Turquia. Va ser l'escenari de forts combats entre les tropes otomanes i britàniques durant el desembarcament a cap Helles a l'inici de la campanya de Gal·lípoli el 1915.

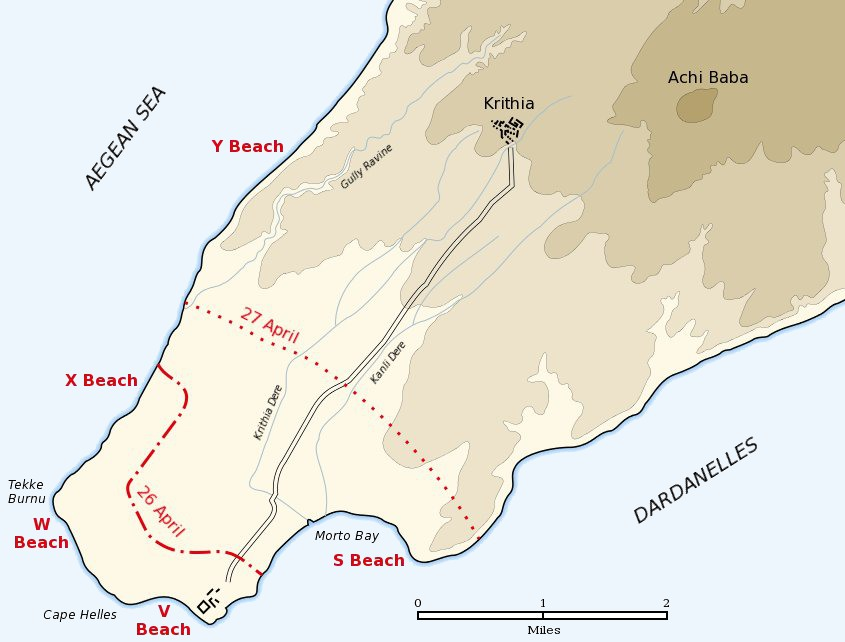
Mapa del desembarcament a Cap Helles de la 29a Divisió britànica el 25 d'abril de 1915 durant la batalla de Gal·lípoli. La línia de front establerta la nit del 26 d'abril es mostra amb la línia vermella de punts. La línia de front aconseguida la nit del 27 d'abril es mostra amb la línia de punts vermella. Aquesta es va convertir en la línia de «salt» per a la Primera batalla de Krithia

El nom deriva del grec Έλλη (Helle; Hel·le) (vegeu també Hel·lespont).
Ara és el lloc d'un dels principals monuments commemoratius de la campanya, el Memorial de Helles, mantingut per la Commonwealth War Graves Commission (CWGC, Comissió de tombes de guerra de la Commonwealth), especialment per a aquells que formaven part de les forces britàniques i índies (en lloc de les forces ANZAC) que hi lluitaven i no se'n coneixen la seva tomba.